# 汪师韩
汪师韩（1707年—1780年），字抒怀，号韩门，浙江钱塘县人。清朝政治人物。
康熙四十六年（1707年）出生，年少工诗文，杭世骏曰：“诗之道，熟易而涩难，韩门诗有涩味，所以可传。”雍正十一年（1733年）進士及第，改庶吉士，授編修。乾隆八年，充任湖南學政。生平好讀蘇軾詩。《唐宋詩醇》所輯錄蘇詩多出自汪師韓《蘇詩選評箋釋》之評注。雍正时在圆明园内教授皇子，赐居圆明园旁，乾隆曾称赞他“好学问”。平时怕老婆，有御史遂弹劾汪师韩治家无状，遭免官。乾隆四十五年（1780年）卒。有《观象居易传笺》12卷、《孝经约义》1卷、《韩门辍学》5卷、《续编》1卷、谈诗录》1卷、《诗学纂闻》1卷、《上湖纪岁诗编》5 卷、《上湖分类文编》10 卷等。